# マシュマロ3d+
マシュマロ3d+（マシュマロスリーディープラス）は、日本の女性アイドルグループ。

## 概要
AV女優によるアイドルグループで、パラダイステレビの『24時間テレビ エロは地球を救う』のPRを目的に「マシュマロ3D」として2011年7月に結成。「アイドルになって有名になれば生き別れた兄が会いに来てくれる」という3姉妹が兄に会うための手段として結成したとされ、当初グループ名に“純愛☆妹アイドル”という冠がついた。
グループ名の由来は「マシュマロのように柔らかく、3Dのように揉める飛び出るおっぱいを持つ」であるが、デビュー時は「マシュマロのような3つのDカップ」だった。
媒体では「揉みにいけるアイドル」として紹介されることが多い。これはライブ終了後、グッズを一定額以上購入すると“もみくじ”というくじが引けて、くじに書かれた（差しさわりのない）体の部位を揉めるというものである。
結成以降、定期ライブを行うほか、2016年にはアイドルフェスであるTIFにも出演。後述のように下部グループとして「マシュマロ3d+ teamメレンゲ」が結成されており、通常は別々に活動を行っている。
「3D+」以降、AV女優という前提を外しアイドルユニットしていかに売れるかを運営側とメンバーとで模索しており、コロナ禍以前までは一般アイドルイベントにも率先して出演していた。元リーダーである阿部乃みくは対バンライブで「マシュマロ3d+がいちばん動員が多いです」といわれることもあったと述べており、地下アイドルに馬鹿にされないパフォーマンスクオリティーを心掛けていたという。
2023年7月26日、乙アリス脱退後の3人ではモチベーションが上がらなかったことを理由に、Twitter公式アカウントが解散を発表。本来は12月解散を予定していたが、メンバーの意思を尊重した結果だという。これに対し、名前を出された乙アリスは「解散理由に私を使わないでほしい」　と怒りを露わにした。

## 略歴
2011年7月、「マシュマロ3D」結成。
2015年6月よりグループ名を「マシュマロ3d+」に変更。
2016年6月、研究生となる「マシュマロ3d+ teamメレンゲ」が誕生。あず希、岡本希、聖菜アリサの3名がメンバーとして発表されていたが、ライブ出演の直前に岡本がメンバーを外れる。
2016年8月6日、TOKYO IDOL FESTIVAL 2016（東京アイドルフェスティバル、通称：TIF）のスパークリングNIGHT!!2016に初選出
。2017年も連続で選出される。
2016年10月24日、LEFKADA新宿での定期ライブよりあず希がマシュマロ☆アップル、聖菜アリサ改め水嶋アリスがマシュマロ☆ソーダとしてteamメレンゲより昇格加入。
2017年5月6日、武道館アイドル博2017（東京・日本武道館）に出演。
2017年7月1日、新宿MARZにてマシュマロ3d+としての結成2周年記念『今、揉みに行けるアイドル「マシュマロ3d+」結成2周年記念！調子に乗って新宿MARZでワンマンライブ〜300人来てもらわなきゃ困りマシュ!』開催。
2017年8月27日、台中の台中圓滿戶外劇場で開催されたNO FEAR FESTIVAL 2017（2017無懼音樂祭）にて海外初ライブ。
2018年1月19日、LEFKADA新宿よりマシュマロ☆ライムとして星咲伶美が加入。
2018年8月、TOKYO IDOL FESTIVALに出演。
2018年7月25日、LEFKADA新宿にてマシュマロ☆ピーチこと篠宮ゆりが10月LEFKADA開催定期ライブ、マシュマロ☆オレンジこと阿部乃みくが2019年1月をもって卒業することを発表。
2018年8月19日、新宿MARZにて開催されたライブで五十嵐星蘭、NIMO、藤川菜緒、夢乃美咲の「マシュマロ3d+ teamメレンゲ」への加入を発表。
2018年11月24日、LEFKADA新宿での定期ライブよりマシュマロ☆グランベリーとして藤川菜緒が昇格加入。
2018年12月14日、森下美怜が「マシュマロ3d+ teamメレンゲ」に加入。
2019年1月28日、2月23日開催の定期ライブでのマシュマロ☆ライムこと星咲伶美の卒業とNIMOの昇格加入を発表
2019年2月26日、3月23日開催の定期ライブでの五十嵐星蘭（現 蘭々）の昇格加入を発表
2019年3月11日、4月23日開催の定期ライブより清野雫が「マシュマロ3d+ teamメレンゲ」に加入することを発表
2019年4月23日の定期ライブを体調不良で休演した森下美怜が、正式発表のないまま「マシュマロ3d+ teamメレンゲ」のメンバーから外れる。
2019年5月12日、FANZAアダルトアワードにパフォーマーとして参加。
2019年10月16日、一身上の都合により清野雫が「マシュマロ3d+ teamメレンゲ」を脱退。
2019年10月28日、11月18日開催の定期ライブより宮沢ちはるが「マシュマロ3d+ teamメレンゲ」に加入することを発表。
2019年11月18日、12月16日開催の定期ライブより東条蒼が「マシュマロ3d+ teamメレンゲ」に加入することを発表。
2020年1月25日、レフカダ新宿で行われた「もっと、お兄ちゃんといっしょ Vol.53 2020年始まったよ！大新年会LIVE」で藤川菜緒の3月での卒業を発表。
2020年2月10日、マシュマロ3d+ teamメレンゲの定期ライブ『バレンタインSP＆新メンバー加入発表あります』にて倉木しおりのメレンゲ新加入、4月からの夢乃美咲のマシュマロ3d+昇格が発表された。
2020年3月18日、吉永あずきが立ち上げた音楽レーベル「SUKIYAKI MUSIC」発足に「マシュマロ3d+」「teamメレンゲ」が参加。
コロナ禍によるライブ活動自粛を経て、2021年3月16日に1年1カ月ぶりの定期ライブが延期されていた藤川菜緒の卒業記念ライブとして開催。
2021年3月22日、夢乃美咲が引退によりグループ脱退。
2021年4月25日に「マシュマロ3d+ teamメレンゲライブvol.25 ～ちはるん、あおたん、しおりんの新メレンゲ！スタート～」を開催し、3人体制の新生メレンゲがスタート。9月20日、「マシュマロ3d+ teamメレンゲvol.30～あおたん卒業ライブ！みんな会いに来て！！～」において東条がteamメレンゲを卒業。
2021年10月3日、レフカダ新宿で行われた「マシュマロ3d+“もっと、お兄ちゃんといっしょvol.56”～新メンバー宮沢ちはる加入式！マシュマロ名は果たして！？～」にて宮沢ちはるがマシュマロ3d+メンバーに昇格。11月25日に行われた「LADY MADONNA －拡大版－」で新体制初ライブ。
2021年10月22日に開催されたマシュマロ3d+ teamメレンゲの定期ライブにおいて、三浦かなみと松宮ひすいがメレンゲメンバー候補生となったことを発表。11月26日開催の定期ライブが加入テストとされ、三浦と松宮ともに合格しteamメレンゲに加入。
2021年12月22日、東京・レフカダ新宿で定期ライブ「マシュマロ3d+ もっとお兄ちゃんといっしょvol.58 ～マシュマロ☆サンタとメリークリスマシュ2021～」開催。
2022年1月22日、レフカダ新宿で「マシュマロ3d+ teamメレンゲライブvol.34～2022あけおメレンゲだよ！全員集合！～」開催。松宮ひすい、三浦かなみがメレンゲの新メンバーとしてライブデビュー。
2月26日、レフカダ新宿で「マシュマロ3d+ teamメレンゲライブvol.35～来場特典はチョコ！ちょっと遅めのバレンタインライブ～」開催。
3月20日、「マシュマロ3d+ teamメレンゲライブvol.36～もうすぐ春ですね。ちょっとメレンゲちゃんたちに会いにきませんか～」開催。4月22日に「マシュマロ3d+ teamメレンゲライブvol.37～華金の夜はちょっぴり大人なメレンゲちゃんたちと ほろ酔い気分パーリナイ♪ライブ～」を開催。5月14日に「マシュマロ3d+ teamメレンゲライブvol.38～走れ！飛べ！揺らせ！春のメレンゲたわわなうんどう会～」開催。6月4日、「マシュマロ3d+ teamメレンゲライブvol.39～雨のちメレンゲ～」を開催。7月23日に「マシュマロ3d+ teamメレンゲライブvol.40～ひーたん・きゃなみんダブルでハピバ～」開催。
9月17日、東京・レフカダ新宿で「マシュマロ3d + teamメレンゲライブvol.42～しおりん生誕ライブ！～」を開催。
2022年11月28日、三浦かなみがオールプロ退所およびAV女優引退を発表。メレンゲとしての活動は続ける予定とした。12月より三浦かなみが「きゃなみん」に改名。
2023年1月15日、「マシュマロ3d+もっとお兄ちゃんといっしょvol.61～2023年もよろしくおねがいしマシュ☆～」を開催。本体グループ4人のそろうライブが久々に開催された。１月21日にはマシュマロ3d+ teamメレンゲのライブが予定されていたが、メンバー3人中2人が体調不良で欠席となり、急遽松宮ひすいソロライブ「松宮ひすいソロリサイタル～女ひとりメレンゲ～」に変更して開催された。
2月11日「マシュマロ3d+ teamメレンゲvol.47～きゃなみん卒業ライブ『Last Sweet Memories』～」にてきゃなみんが卒業。3月11日には乙アリスがマシュマロ3D＋を卒業。3月18日にはteamメレンゲ2人体制初のライブ「マシュマロ3d+ teamメレンゲvol.48～春と桜とメレンゲと～」開催。
4月29日に「マシュマロ3d+ teamメレンゲvol.49～メレンゲの春色スマイルとともに～」開催。
5月27日に「マシュマロ3d+team メレンゲ ライブ vol.50～Saturday Night Fever With メレンゲ」を開催。この日をもって松宮が卒業。
2023年7月26日、解散発表。
解散によって研究生グループに「マシュマロ3d+ teamメレンゲ」ひとり残った倉木しおりは取り残された形になったが、アイドル活動継続を模索していたマシュマロ3d+解散時メンバーの宮沢ちはると意気投合し、10月7日、東京・レフカダ新宿で「マシュマロ3d+ teamメレンゲライブvol.51～Return of Chiharu Miyazawa SP～」を開催した。「teamメレンゲ」としては約5か月ぶりのライブとなった。倉木と宮沢は宮沢の「teamメレンゲ」卒業（2021年）以来の約2年ぶりの共演。

## 最終メンバー

### マシュマロ3d+
| 名前                             | 所属事務所             | 加入日        | 備考                 |
| -------------------------------- | ---------------------- | ------------- | -------------------- |
| マシュマロ☆カシス （NIMO）       | Wish                   | 2019年2月23日 | teamメレンゲから昇格 |
| マシュマロ☆レモン （蘭々）       | プライムエージェンシー | 2019年3月23日 | teamメレンゲから昇格 |
| マシュマロ☆さくら （宮沢ちはる） | クルーズグループ       | 2021年10月3日 | teamメレンゲから昇格 |

### マシュマロ3d+ teamメレンゲ
| 名前       | 所属事務所 | 加入日        | 備考 |
| ---------- | ---------- | ------------- | ---- |
| 倉木しおり | オールプロ | 2020年2月10日 |      |

## 元メンバー

### マシュマロ3D/マシュマロ3d+
| 名前                                   | 所属事務所 （卒業時点）    | 加入日         | 卒業日         | 備考                                    |
| -------------------------------------- | -------------------------- | -------------- | -------------- | --------------------------------------- |
| マシュマロ☆バニラ （つくし）           | ゼロサムプロダクション     | 結成時         | 2011年10月28日 | 3姉妹の長女 卒業と同時にAV女優を引退    |
| マシュマロ☆ショコラ （美杉あすか）     | ミューズコミュニケーション | 結成時         | 2014年4月30日  | 3姉妹の次女                             |
| マシュマロ☆ストロベリー （早乙女らぶ） | BELLTECH                   | 結成時         | 2014年5月29日  | 3姉妹の三女                             |
| マシュマロ☆ココア （愛須心亜）         | マークスジャパン           | 2014年5月29日  | 2014年11月     | 自身の活動休止により脱退                |
| マシュマロ☆ミルク （美緒みくる）       | マークスジャパン           | 2011年11月18日 | 2015年5月22日  |                                         |
| マシュマロ☆グレープ （高木愛美）       | ファイブプロモーション     | 2014年5月29日  | 2015年5月22日  |                                         |
| マシュマロ☆ミント （彩城ゆりな）       | マークスジャパン           | 2014年5月29日  | 2016年2月27日  | 卒業と同時にAV女優を休業                |
| マシュマロ☆チェリー （あゆみ翼）       | マークスジャパン           | 2015年1月30日  | 2016年9月24日  | 卒業と同時にAV女優を引退                |
| マシュマロ☆メロン （あやね遥菜）       | マインズ                   | 2015年6月19日  | 2017年12月31日 |                                         |
| マシュマロ☆アップル （あず希）         | LINX                       | 2016年10月24日 | 2018年4月2日   | teamメレンゲから昇格 体調不良により脱退 |
| マシュマロ☆ピーチ （篠宮ゆり）         | ファンスタープロモーション | 2015年1月30日  | 2018年10月27日 |                                         |
| マシュマロ☆オレンジ （阿部乃みく）     | ファンスタープロモーション | 2015年1月30日  | 2019年1月26日  | 長らくリーダーを担当                    |
| マシュマロ☆ライム （星咲伶美）         | バンビプロモーション       | 2018年1月19日  | 2019年2月23日  |                                         |
| マシュマロ☆クランベリー （藤川菜緒）   | ライフプロモーション       | 2018年11月24日 | 2021年3月16日  |                                         |
| マシュマロ☆ソーダ （乙アリス）         | エルプロモーション         | 2016年10月24日 | 2023年3月11日  | リーダー teamメレンゲから昇格           |

### マシュマロ3d+ teamメレンゲ
| 名前       | 所属事務所 （卒業時点） | 加入日         | 卒業日         | 備考                   |
| ---------- | ----------------------- | -------------- | -------------- | ---------------------- |
| 岡本希     | ファイブプロモーション  | 2016年6月      | ―              | 活動開始前に脱退       |
| 森下美怜   | バンビプロモーション    | 2018年12月14日 | ―              | 正式発表なく脱退       |
| 清野雫     | バンビプロモーション    | 2019年4月23日  | 2019年10月16日 | 一身上の都合により脱退 |
| 夢乃美咲   | クローネ                | 2018年8月19日  | 2021年3月22日  | 引退により脱退         |
| 東条蒼     | クルーズグループ        | 2019年12月16日 | 2021年4月25日  | 引退により脱退         |
| きゃなみん | オールプロ              | 2021年11月26日 | 2023年2月11日  | 旧名：三浦かなみ       |
| 松宮ひすい | オールプロ              | 2021年11月26日 | 2023年5月27日  |                        |

## ディスコグラフィ

### マシュマロ3D
シングル
- 召しませ!マシュマロ LOVE☆タブー（2011年8月7日）
- マシュマロ☆ファイト（2012年1月22日）

アルバム
- Marshmallow Time（2014年9月22日）

DVD
- MARSHMALLOW DAYS Vol.1
- MARSHMALLOW DAYS Vol.2
- MARSHMALLOW DAYS Vol.3

### マシュマロ3d+
シングル
- +（2015年6月10日）
- 放課後バケーション（2015年7月18日）
- HYPER SPIRIT
- CANDY WONDERLAND
- WE ARE THE FAMILY
- SHANGRI LOVE（2017年1月13日）
- ZOKKONジェラシー（2017年5月27日）
- もっとぎゅっとForever（2017年11月2日）
- 恋空ロケット
- 最強SUMMERLOVE
- ZERO（2019年4月28日）
- DA DAKKO（2019年8月24日）

アルバム
- マシュマロ3d+（2016年12月23日）
- ASSORTED（2018年）

DVD
- MARSHMALLOW DAYS Vol.4

## その他作品

### アダルトDVD
- お兄ちゃん、お注射してください 純愛☆妹アイドル マシュマロ3D 大乱交スペシャル!（2015年2月25日、kawaii*）
- 純愛☆妹アイドル マシュマロ3d+ 〜アイドル大乱交 私たち、お兄ちゃんたちとSEXしちゃいましゅ!!〜（2015年12月25日、TMA）
- トップセクシーアイドル夢見る仲良しJK5人組のえっちな放課後活動 〜マシュマロ3d+がんばっちゃいマシュ♥〜（2016年3月11日、BAZOOKA）共演:佐倉絆
- 篠宮ゆりが突然の卒業宣言!?ビビアンが誇る百合ドキュメンタリー マシュマロ3d+ (2017年8月7日、ビビアン)

## 出演

### テレビ
- 24時間テレビ エロは地球を救う 2011（2011年8月20日 - 21日、パラダイステレビ）
- スカパー!Presents STOP!AIDSチャリティー 24時間テレビ エロは地球を救う 2014（2014年8月30日 - 31日、パラダイステレビ）
- 諸事情により… 小木&南キャン山里が芸能界のお金の諸事情に切り込みます!（2016年1月12日、日本テレビ）
- 日テレプッシュ（2016年6月22日、日本テレビ）
- アイドルのア・ソ・コ♪ザ・ベストテン〜マシュマロ3d+が歌ってオナってヤラレちゃう!（2019年3月、パラダイステレビ）[51]

### ウェブテレビ
- 矢口真里の火曜The Night（2018年4月4日、2019年7月3日、12月4日、AbemaTV） - 4月は水嶋と星咲が出演[52]。7月、12月はその時点のフルメンバーで出演[53]。

### イベント
- TIFもハジける! スパークリングNIGHT!!（2016年、2017年、2018年、2019年、TOKYO IDOL FESTIVAL内 特設会場）[54]
- 武道館アイドル博2017（2017年5月6日、日本武道館）[55]
- スーパーライブ ミリオンガールズＺ vs マシュマロ3d+ 〜ミリオン越えの愛、あげちゃいマシュ!〜（2016年1月22日、タワーレコード渋谷）[56]
- LADY MADONNA Vol.9（2019年5月23日、青山RizM）[57]
- LADY MADONNA -拡大版- We Can Work It Out ～恋を抱きしめよう～（2019年10月24日、CLUB CITTA'）[58]
- マシュマロ3d∔ teamメレンゲ 配信スペシャル ～ゆめのん、ちはるん、あおたんパジャマパーティー!～（2020年4月13日、レフカダ新宿）- 無観客有料配信イベント[59]
- LADYMADONNA -拡大版-（2021年11月25日、CLUB CITTA'）[60]
- 楽演祭 vol.21 ハロウィーンスペシャル（2022年10月26日、池袋LIVE INN ROSA）[61]